# Правильная скобочная последовательность
Пра́вильная ско́бочная после́довательность (ПСП) — символьная последовательность, составленная в алфавите, состоящем из символов, сгруппированных в упорядоченные пары (типы скобок, графически обозначаемые "(" и «)», "[" и «]», «/*» и «*/» и т. п.), удовлетворяющая определённым правилам, обеспечивающим последовательную вложенность подпоследовательностей, обрамлённых открытой и закрытой скобкой одного типа.
Правильные скобочные последовательности образуют язык Дика и формально определяются следующим образом:
- пустая строка — правильная скобочная последовательность;
- правильная скобочная последовательность, взятая в скобки одного типа — правильная скобочная последовательность;
- правильная скобочная последовательность, к которой приписана слева или справа правильная скобочная последовательность — тоже правильная скобочная последовательность.

## Число правильных скобочных последовательностей
Число правильных скобочных последовательностей из {\displaystyle 2n} скобок ({\displaystyle n} открывающих и {\displaystyle n} закрывающих) одного вида равно числу Каталана {\displaystyle C_{n}}, что можно вывести несколькими способами:
- Рекуррентное соотношение:

{\displaystyle C_{0}=1} и {\displaystyle \qquad C_{n}=\sum _{i=0}^{n-1}C_{i}C_{n-1-i}} для {\displaystyle n\geq 1.}
Это соотношение легко получить, заметив, что любая непустая правильная скобочная последовательность {\displaystyle \omega } однозначно представима в форме {\displaystyle \omega =(\omega _{1})\omega _{2}}, где {\displaystyle \omega _{1,2}} — правильные скобочные последовательности.
- Выражение через биномиальные коэффициенты:

{\displaystyle C_{n}={\frac {1}{n+1}}{2n \choose n}={\frac {(2n)!}{n!(n+1)!}}={2n \choose n}-{2n \choose n-1}.}
- Ещё одно рекуррентное соотношение:

{\displaystyle R(o,n)={\begin{cases}1,&o=0\,\,{\mbox{and}}\,\,n=0;\\0,&n=0\,\,{\mbox{or}}\,\,o>n\,\,{\mbox{or}}\,\,o<0;\\R(o+1,n-1)+R(o-1,n-1),&{\mbox{otherwise}}.\\\end{cases}}}
При этом {\displaystyle C_{n}=R(0,2n).}
Легко показать, что если в скобочной последовательности имеется {\displaystyle k} типов скобок, то число возможных правильных скобочных последовательностей с {\displaystyle n} открывающими скобками равно произведению {\displaystyle C_{n}} на {\displaystyle k^{n}}. Действительно, для каждой открывающей скобки из {\displaystyle n} существует {\displaystyle k} различных вариантов её выбора. Выбор закрывающей скобки однозначно определён уже выбранной парной ей открывающей и не учитывается.

## Генерация правильных скобочных последовательностей
Введём теперь лексикографический порядок на скобочных последовательностях. В первую очередь заметим, что открывающая скобка идёт раньше, чем закрывающая; так как скобочная последовательность, начинающаяся с закрывающей скобки, не является правильной. Теперь каждому из {\displaystyle k} типов скобок присвоим свой лексикографический приоритет. Выбор этого приоритета не принципиален и ни на что не повлияет в ходе дальнейших рассуждений. Поэтому будем считать, что iй тип скобок находится на iй позиции в лексикографическом порядке. Очевидно, что первой последовательностью с {\displaystyle n} открывающими скобками будет последовательность вида {\displaystyle (_{1}(_{1}...(_{1})_{1})_{1}...)_{1}}.

## Пример рекурсивной реализации алгоритма генерации ПСП наPHP
```
<?php

function
 
generateBracketsSequence
(

    
int
 
$length
,

    
int
 
$countOpenBrackets
 
=
 
0
,

    
int
 
$countCloseBrackets
 
=
 
0
,

    
string
 
$sequence
 
=
 
''
,

)
:
 
void
 
{

    
if
 
(
mb_strlen
(
$sequence
)
 
<
 
$length
 
*
 
2
)
 
{

        
if
 
(
$countOpenBrackets
 
<
 
$length
)
 
{

            
generateBracketsSequence
(

                
$length
,

                
$countOpenBrackets
 
+
 
1
,

                
$countCloseBrackets
,

                
$sequence
 
.
 
'('
,

            
);

        
}

        
if
 
(
$countCloseBrackets
 
<
 
$countOpenBrackets
)
 
{

            
generateBracketsSequence
(

                
$length
,

                
$countOpenBrackets
,

                
$countCloseBrackets
 
+
 
1
,
 
                
$sequence
 
.
 
')'
,

            
);

        
}

    
}
 
else
 
{

        
echo
 
$sequence
.
' - '
.
"
\r\n
"
;

    
}

}

generateBracketsSequence
(
4
);

```